# Gryczaki
Festiwal Kaszy Gryczaki – festiwal kulinarny poświęcony kaszy gryczanej i potrawom z niej przyrządzanym, który ma miejsce w Janowie Lubelskim, w Parku Misztalec, począwszy od 2002.
W ramach festiwalu organizowana jest prezentacja zagród, twórców ludowych, odbywają się konkursy na potrawy regionalne oraz nalewki, jak również wybór Miss Gryczaków. Imprezę patronatem obejmuje Wojewoda Lubelski. W 2017 gościem festiwalu był Karol Okrasa, a w 2016 grał zespół After Party.